# 山罗花
山罗花（学名：Melampyrum roseum），为列當科山罗花属下的一个植物变种。直立草本，夏秋季开花。分布于中国大陆东北、河北、山西、陕西、甘肃、河南、湖北、湖南及华东各省、台灣、朝鲜、日本及俄罗斯远东地区。生长在山坡灌丛及高草丛中。种内变异较大。